# Vassilis Alexakis
Vassilis Alexakis (grec: Βασίλης Αλεξάκης)  (Atenes, 25 de desembre de 1943 - Atenes, 11 de gener de 2021) fou un escriptor gregofrancès que va publicar en grec i francès. Va ser col·laborador del diari francès Le Monde i France Culture durant anys.

## Biografia
Alexakis va néixer a Grècia el 1943, fill de l'actor Giannis Alexakis. Va viure a França per primer cop el 1961 per estudiar periodisme a la Universitat de Lille, però se'n tornà a Grècia el 1964.
Es va exiliar a París el 1968 a causa de la junta militar; a partir de llavors s'hi va quedar. Els darrers anys de la seva vida, passava gran part del seu temps a París, encara que viatjava regularment a Grècia.
Va publicar el seu primer llibre, Le Sandwich, el 1974, escrit en francès. Anys després, el 1981, va publicar el seu primer llibre en grec titulat Talgo. Escrivint Talgo i més tard La langue maternelle directament en grec, volia provar si era capaç d'escriure encara en la seva llengua materna. Després d'autotraduir-se Talgo al francès, Vasilis ha escrit cadascun dels seus llibres en francès i grec. Combina l'autobiografia, la història, la fantasia i el suspens en la seva prosa d'humor negre.
L'any 2006 es va traduir la seva primera novel·la a l'anglès, Les mots étrangers, amb el nom Foreign Words per la traductora Alyson Waters. Va rebre el prestigiós Prix Médicis per La langue maternelle el 1995 i el Gran Premi de Novel·la de l'Acadèmia Francesa per Ap. J.-C. el 2007.
L'any 2013 es va publicar Talgo, traduït per Montse Navarro Ferrer i publicat per edicions Alrevés.

## Escriptura
La seva obra, la trobem entre dues cultures, i està impregnada d'ironia tendra que converteix en el cor de la història íntima i universal. Sobre l'ús de les dues llengües en la seva obra, Vasilis Alexakis ha assenyalat que:
| «                  | S'ha produït el primer període francès. Vaig escriure en francès les tres primeres novel·les, en què el contacte amb la llengua és encara relativament llunyà. És més fàcil per a mi fer broma en francès. Hi ha llavors un gir amb Talgo, la primera obra escrita en grec, en què provo a veure si la meva escriptura és la mateixa quan canvia d'un idioma a un altre, que no traeixi cap dels dos idiomes ni cap me'n traeixi a mi | » |
| — Vasilis Alexakis | |   |

En la lògica del seu reclam d'una doble cultura, es va oposar recentment a les restriccions que afecten la immigració a França:
| «                  | La identitat francesa és el producte d'un diàleg amb el món que va començar molt abans del naixement de la mateixa França i és tan antiga com la mateixa paraula "diàleg". L'afecte que he tingut per aquest país quan era un adolescent es va deure en part als estrangers, o almenys als francesos d'origen estranger: Van Gogh, Salvador Dalí, Kopa, Piantoni, Beckett i Ionesco. (...) En un país on un terç de la població és d'origen immigrant, impedir l'arribada del nou estranger és una manera compromesa de no guardar la identitat | » |
| — Vasilis Alexakis | |   |

## Obra

### En francès
- 1974: Le Sandwich. París: Julliard.
- 1975: Les Girls de City-Boum-Boum. París: Julliard.
- 1978: La Tête du chat. París: Le Seuil.
- 1978: Mon amour! Città Armoniosa.
- 1985: Contrôle d'Identité. París: Le Seuil.
- 1987: Le fils de King Kong. Geneva: Les Yeux ouverts.
- 1989: París-Athènes. París: Le Seuil.
- 1992: Avant. París: Le Seuil. (Prix Albert Camus, Prix Charles-Exbrayat, [rix Alexandre-Vialatte)
- 1995: La lange maternelle. París: Fayard. (autotraducció de Η Μητρική γλώσσα, Prix Médicis)
- 1997: Papa. París: Fayard. (Erzählung, Prix de la Nouvelle de l'Académie française)
- 1997: L'invention du baiser. Ginebra: Nomades.
- 1999: Le colin d'Alaska
- 2002: Les mots étrangers. París: Stock.
- 2005: Je t’oublierai tous les jours. París: Stock.
- 2007: Ap. J.-C. París: Stock. (Grand Prix du roman de l'Académie française)
- 2010: Le premier mot París: Stock.
- 2012: L'enfant grec. París: Stock.

### En grec
- 1980: Tάλγκο. Athenes: Exantas.
- 1995: Η Μητρική γλώσσα
- 1999: Η καρδιά

### Traduccions al català
- Alexakis, Vasilis. Abans [«Avant»]. 1a ed..  Barcelona: La Campana, 1994. ISBN 8486491835.
- Alexakis, Vasilis; trad. Montse Navarro Ferrer. Talgo [«Tάλγκο»].  Barcelona: Alrevés, 2013. ISBN 9788415900023.